# Hycan
Hycan est une marque de GAC-Nio New Energy Technology Co., Ltd., une coentreprise entre les constructeurs automobiles chinois GAC Group et Nio, fondée en avril 2019 pour produire des véhicules électriques.

## Histoire
Le 10 avril 2018, GAC Group, GAC New Energy Technology (maintenant GAC Aion) et Nio Inc. ont créé une coentreprise appelée GAC-Nio New Energy Technology Co., Ltd., et presque un an plus tard, le 1er avril 2019, GAC et Nio ont annoncé la révélation prochaine d'une nouvelle marque Hycan et d'un SUV électrique dans le cadre de cette coentreprise.

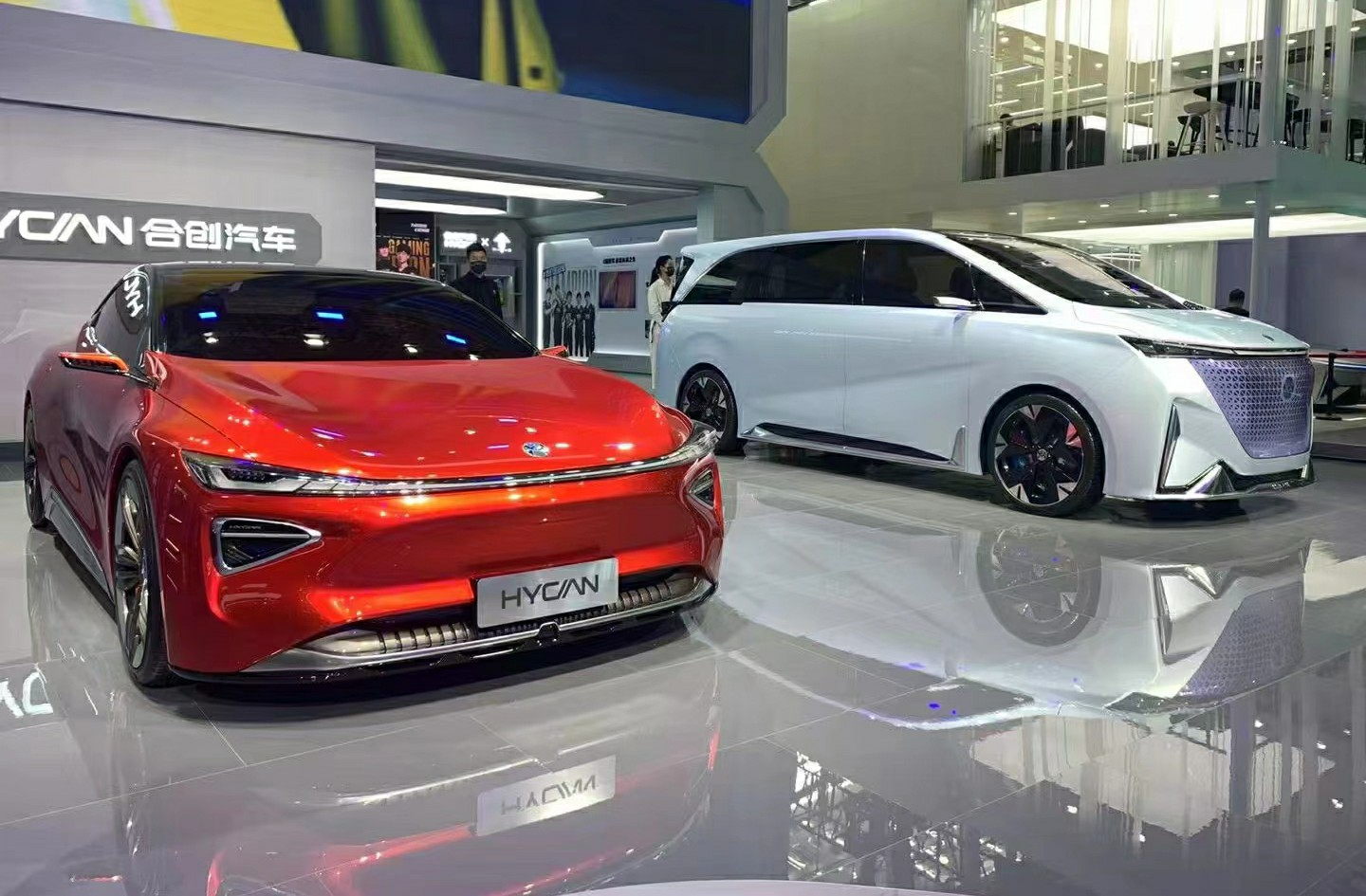
Hycan's concept vehicles: Left: Hycan Concept-S (2000-2010) Right: Hycan Concept-M

Début 2021, Guangdong Pearl River Investment Management Group est devenu le principal actionnaire de GAC-Nio, tandis que la participation de Nio dans Hycan a été diluée à 4,5 %,. Plus tard cette année-là, GAC-Nio a officiellement changé son nom pour Hycan. En 2022, Nio se retire en tant qu'actionnaire d'Hycan.

## Modèles principaux

### Hycan 007

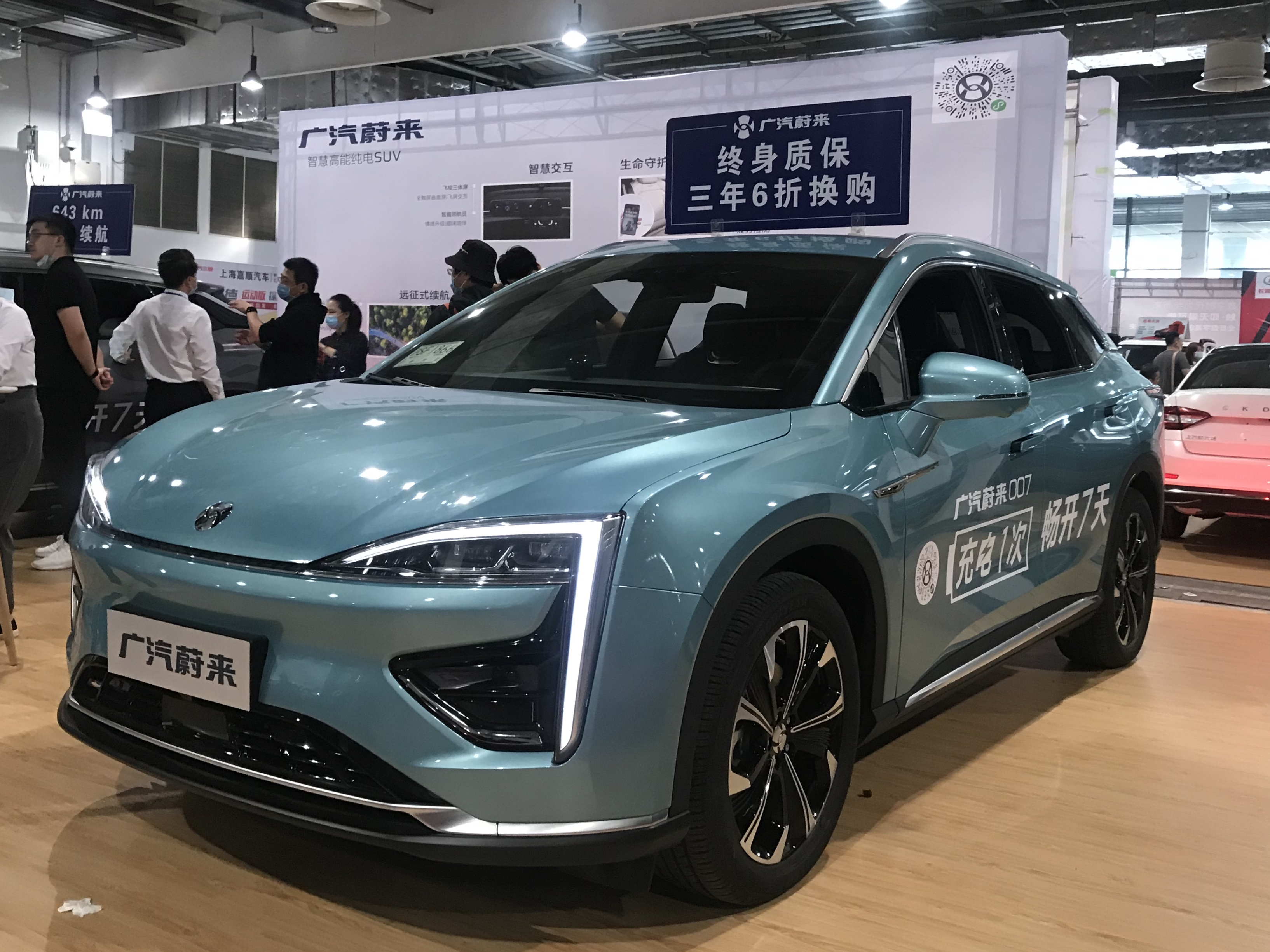
Hycan 007

Le Hycan 007 est un SUV intermédiaire électrique produit à partir d'avril 2020.
Le 20 mai 2019, Hycan dévoile le concept 007, un Aion LX (produit par GAC New Energy) avec une conception avant et arrière, un intérieur et des roues redessinés. Le modèle de production n'est pas encore révélé et plusieurs teasers sont montrés, en attente de la présentation suivante.
Le 27 décembre 2019, la production pratiquement inchangée du Hycan 007 est révélée et la prévente est ouverte. Le véhicule est officiellement mis en vente sur le marché chinois en avril 2020 au prix de départ de 262 000 yuans (37 343 $),.
Le 007 est disponible en trois niveaux de finition, Base, Plus et Top. Le niveau de finition de base est doté d'une batterie de 73 kWh (260 MJ) avec une autonomie de NEDC de 523 km et une accélération de 0 à 100 km/h en 8,2 secondes, tandis que les versions Plus et Top de niveau supérieur disposent toutes deux d'une batterie de 93 kWh (330 MJ) avec une autonomie NEDC allant jusqu'à 623 km et un temps d'accélération de 0 à 100 km/h de 7,9 secondes.

### Hycan Z03

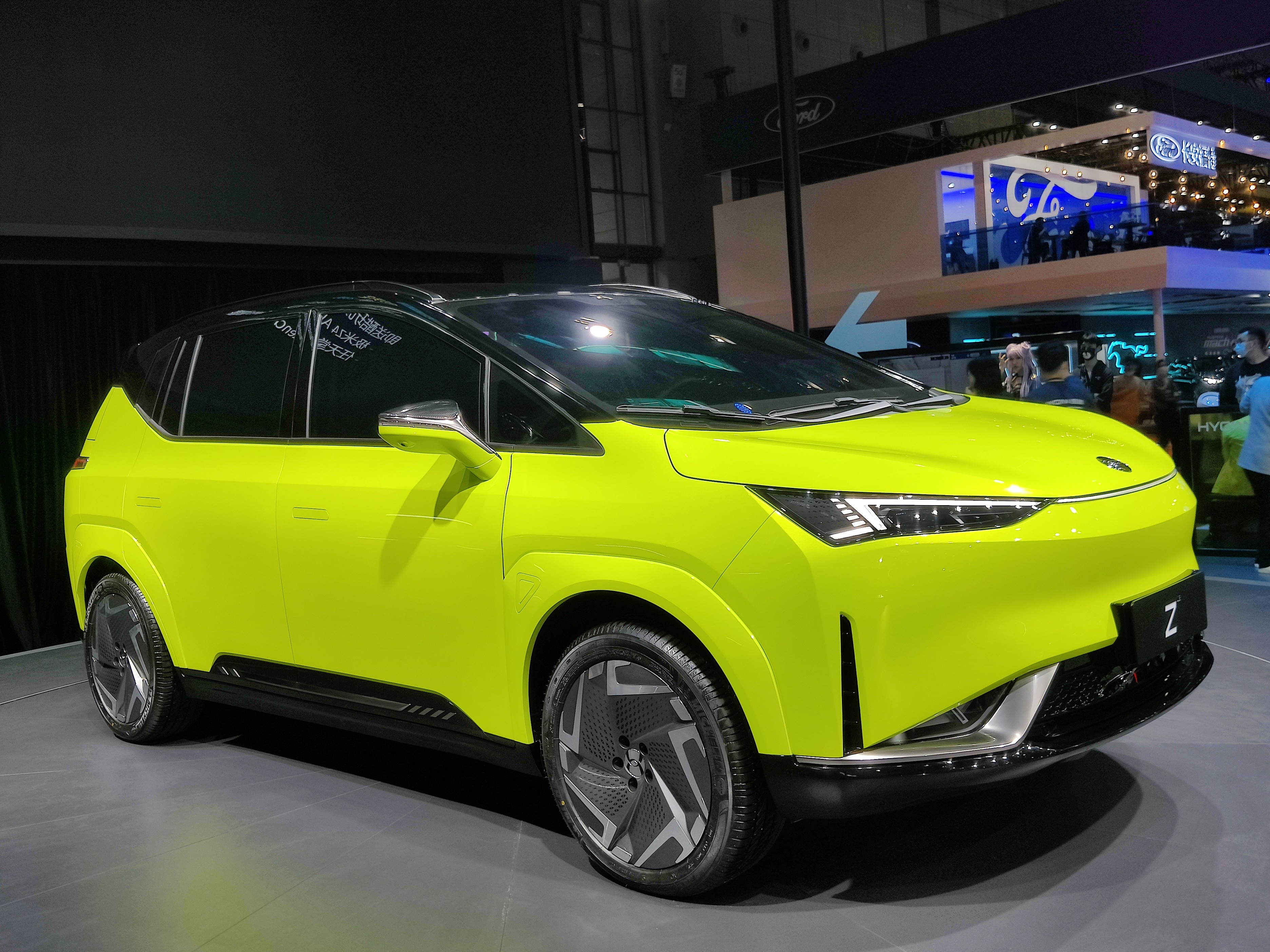
Hycan Z03

Le Hycan Z03 est un SUV électrique crossover sous-compact produit en Chine depuis avril 2021, où il est également connu sous le nom de Hechuang Z03. Le Z03 se base sur le modèle Aion Y, avec une conception avant et arrière, un intérieur et des roues redessinés.

### Hycan A06

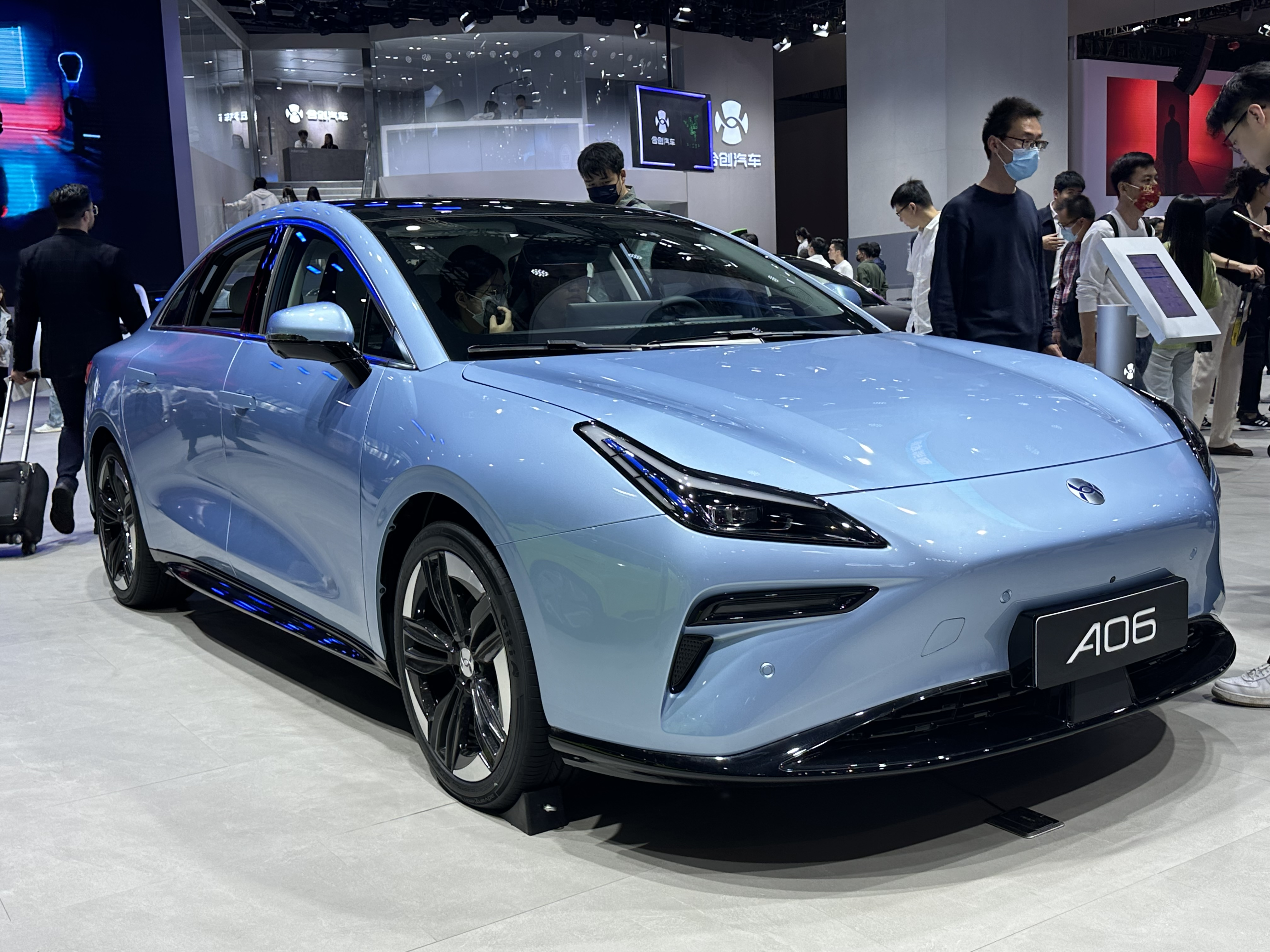
Hycan A06

La Hycan A06 est une berline électrique intermédiaire lancée en 2022.

### Hycan V09

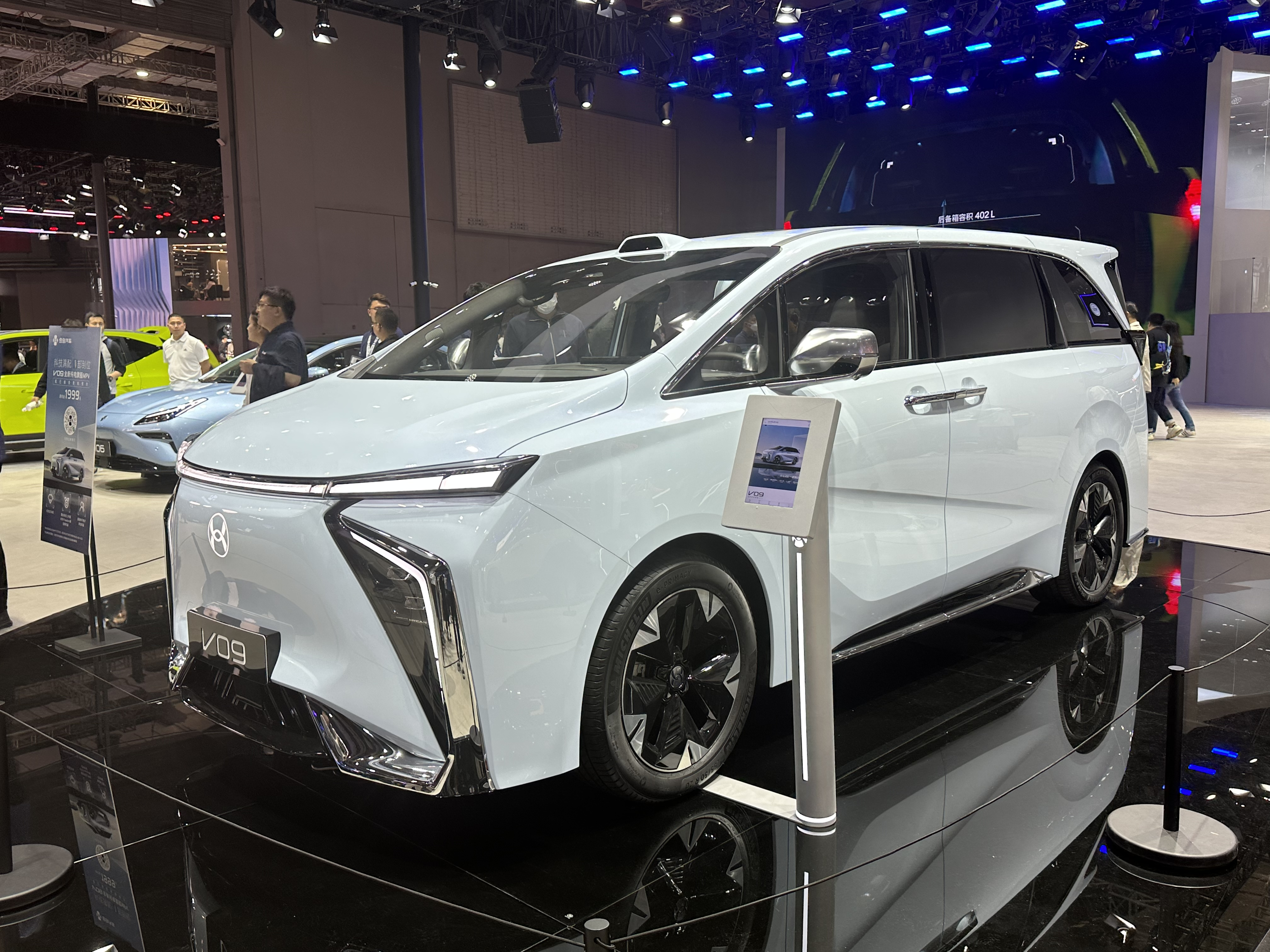
Hycan V09

Le Hycan V09 est un monospace électrique lancé en 2023.

## Technologies

### Intelligence artificielle «Little Can»
Les véhicules Hycan sont équipés d'un assistant intelligent similaire à l'assistant intelligent Nomi de Nio. L'assistant, nommé « Little Can » (小CAN, Xiǎo Cān), peut activer le système de navigation de la voiture, contrôler la musique, régler la température de l'habitacle, ouvrir ou fermer les fenêtres, et même prendre un selfie des passagers dans le véhicule[réf. nécessaire].